# Seven de Londres 2007
El Seven de Londres de 2007 fue la séptima edición del torneo inglés de rugby 7, fue el séptimo torneo de la temporada 2006-07 de la Serie Mundial Masculina de Rugby 7.
Se disputó en el Twickenham Stadium de Londres.

## Fase de grupos

### Grupo A
| Equipo    | Encuentros | Encuentros | Encuentros | Encuentros | Tantos  | Tantos    | Puntos |
| Equipo    | jugados    | ganados    | empatados  | perdidos   | a favor | en contra | Puntos |
| --------- | ---------- | ---------- | ---------- | ---------- | ------- | --------- | ------ |
| Fiyi      | 3          | 2          | 1          | 0          | 102     | 38        | 8      |
| Argentina | 3          | 2          | 1          | 0          | 93      | 31        | 8      |
| Francia   | 3          | 1          | 0          | 2          | 55      | 52        | 5      |
| Rusia     | 3          | 0          | 0          | 3          | 7       | 136       | 3      |

Nota: Se otorgan 3 puntos al equipo que gane un partido, 2 al que empate y 1 al que pierda

### Grupo B
| Equipo    | Encuentros | Encuentros | Encuentros | Encuentros | Tantos  | Tantos    | Puntos |
| Equipo    | jugados    | ganados    | empatados  | perdidos   | a favor | en contra | Puntos |
| --------- | ---------- | ---------- | ---------- | ---------- | ------- | --------- | ------ |
| Samoa     | 3          | 3          | 0          | 0          | 94      | 17        | 9      |
| Australia | 3          | 2          | 0          | 1          | 67      | 36        | 7      |
| Canadá    | 3          | 1          | 0          | 2          | 50      | 63        | 5      |
| Georgia   | 3          | 0          | 0          | 3          | 10      | 105       | 3      |

### Grupo C
| Equipo        | Encuentros | Encuentros | Encuentros | Encuentros | Tantos  | Tantos    | Puntos |
| Equipo        | jugados    | ganados    | empatados  | perdidos   | a favor | en contra | Puntos |
| ------------- | ---------- | ---------- | ---------- | ---------- | ------- | --------- | ------ |
| Nueva Zelanda | 3          | 3          | 0          | 0          | 134     | 17        | 9      |
| Escocia       | 3          | 1          | 1          | 1          | 45      | 62        | 6      |
| Italia        | 3          | 1          | 0          | 2          | 29      | 72        | 5      |
| Kenia         | 3          | 0          | 1          | 2          | 34      | 91        | 4      |

### Grupo D
| Equipo     | Encuentros | Encuentros | Encuentros | Encuentros | Tantos  | Tantos    | Puntos |
| Equipo     | jugados    | ganados    | empatados  | perdidos   | a favor | en contra | Puntos |
| ---------- | ---------- | ---------- | ---------- | ---------- | ------- | --------- | ------ |
| Gales      | 3          | 2          | 0          | 1          | 51      | 38        | 7      |
| Sudáfrica  | 3          | 2          | 0          | 1          | 55      | 43        | 7      |
| Inglaterra | 3          | 2          | 0          | 1          | 36      | 50        | 7      |
| Portugal   | 3          | 0          | 0          | 3          | 40      | 51        | 3      |

## Fase Final

### Cuartos de final
| 27 de mayo | Fiyi | 26 - 10 | Australia |  |  |

| 27 de mayo | Gales | 15 - 5 | Escocia |  |  |

| 27 de mayo | Nueva Zelanda | 14 - 0 | Sudáfrica |  |  |

| 27 de mayo | Samoa | 39 - 10 | Argentina |  |  |

### Semifinal
| 27 de mayo | Fiyi | 24 - 7 | Gales |  |  |

| 27 de mayo | Nueva Zelanda | 19 - 0 | Samoa |  |  |

### Final
| 27 de mayo | Fiyi | 7 - 29 | Nueva Zelanda |  |  |

| Bandera de Nueva Zelanda |
| Campeón Nueva Zelanda    |
| 2º título del circuito   |